# Сидоренко, Виктор Алексеевич
Виктор Алексеевич Сидоренко (17 октября 1929, Донецк, Украинская ССР, СССР — 4 февраля 2022) — советский и российский учёный в области ядерной энергетики, член-корреспондент РАН (1991; член-корреспондент АН СССР с 1981). Ему было поручено возглавить работы по выяснению причин аварии на ЧАЭС. Заслуженный энергетик Российской Федерации (2005). Лауреат Государственной премии СССР (1967).

## Биография
Виктор Сидоренко родился в Донецке Украинской ССР 17 октября 1929 года.
Высшее образование получил в столице: после войны он поступил в МЭИ, но в 1947 году для закрытия потребности в специалистах атомного проекта в ряде ВУЗов СССР первым управлением по указанию Б. Л. Ванникова была создана сеть специальных факультетов.
В результате в 1952 году Сидоренко защитил диплом «инженер-физик (проектирование и эксплуатация физических приборов и установок)» в МЭИ (ошибочно указывается МИФИ), имеет звание доктора технических наук, профессор.
Позже работал в Институте атомной энергии им. Курчатова; был первым заместителем председателя Госатомнадзора.
Кроме этого, Виктор Алексеевич является членом редколлегии журналов «Атомная энергия», «Природа»; член Международной консультативной группы по ядерной безопасности при генеральном директоре МАГАТЭ; член научных советов РАН; дважды лауреат Государственной премии СССР.
В 1986 году произошла аварии на ЧАЭС, вышло Распоряжение Совета Министров СССР № 830 для расследования причин и ликвидации последствий аварии на Чернобыльской АЭС, которым была создана Правительственная комиссия.
Виктор Алексеевич стал членом комиссии, состав комиссии указан в записях академика В. А. Легасова.
При смене состава на дублирующий В. А. Сидоренко было поручено остаться подготовить информацию по выяснению причин происшедшей аварии.
Скончался 4 февраля 2022 года. Похоронен в Москве на Кунцевском кладбище (участок 10).

## Награды
- Медаль «За заслуги в освоении атомной энергии» (26 октября 2016 года) — за большой вклад в развитие атомной промышленности и многолетний добросовестный труд[7].
- Заслуженный энергетик Российской Федерации (22 января 2005 года) — за заслуги в области энергетики и многолетний добросовестный труд[8].
- Почётная грамота Президиума Верховного Совета РСФСР (17 октября 1989 года) — за многолетнюю плодотворную работу в области атомной энергетики[9]
- Государственная премия СССР (1967).

## Из библиографии
- Вопросы безопасной работы реакторов ВВЭР / В. А. Сидоренко. — Москва : Атомиздат, 1977. — 216 с. : ил.; 20 см. — (Проблемы ядерной энергетики).
- Системы управления тиристорными электроприводами постоянного тока / В. М. Перельмутер, В. А. Сидоренко. — М. : Энергоатомиздат, 1988. — 302,[1] с. : ил.; 22 см; ISBN 5-283-00585-2
- Введение в разработки и обоснования технических характеристик и безопасности эксплуатации реакторных установок типа ВВЭР / Ю. В. Марков, В. А. Сидоренко; Нац. исслед. центр «Курчатовский ин-т». — Москва : НИЦ «Курчатовский ин-т», 2013. — 175, [1] с. : ил., цв. ил., портр., табл.; 20 см; ISBN 978-5-904437-89-3

Учебные пособия
- Учебное пособие по курсу «Безопасность и надёжность атомных электростанций» / В. А. Сидоренко. Ред. Б. А. Дементьев. — Москва : МЭИ, 1979—1980.
  - Учебное пособие по курсу «Безопасность и надёжность атомных электростанций» / В. А. Сидоренко. — М. : МЭИ, 1981. — 90 с. : ил.

Летописи науки
- История атомной энергетики Советского Союза и России / Российский научный центр «Курчатовский ин-т»; [под ред. Сидоренко В. А.]. — 2-е изд. — Москва : ИздАТ, 2009-. — 22 см.
  - вып. 2: История ВВЭР. — 2009. — 427, [2] с. : ил., портр., табл.; ISBN 978-5-86656-239-8
- Об атомной энергетике, атомных станциях, учителях, коллегах и о себе / В. А. Сидоренко. — 2-е изд. — Москва : ИздАТ, 2010. — 446, [1] с. : ил., портр., табл., факс.; 22 см; ISBN 978-5-86656-248-0
- Савелий Моисеевич Фейнберг / [науч. ред.: В. А. Сидоренко]. — Москва : Курчатовский ин-т, 2011. — 304 с. : ил., портр., табл., факс.; 21 см. — (Выдающиеся учёные Курчатовского института).; ISBN 978-5-9900996-7-8
- Сергей Александрович Скворцов / [ред.-сост.: В. А. Сидоренко]. — Москва : Курчатовский ин-т, 2015. — 226 с. : ил., табл.; 21 см. — (Выдающиеся учёные Курчатовского института).; ISBN 978-5-904437-92-3 : 500 экз.
- Ядерная безопасность в котле жизни / В. А. Сидоренко; [ФБУ «НТЦ ЯРБ»]. — Москва : ФБУ «НТЦ ЯРБ», 2015. — 139, [3] с. : цв. ил.; 21 см; ISBN 978-5-902400-73-8 : 500 экз.
- МР — начало ядерной энергетики в Советском Союзе / Национальный исследовательский центр «Курчатовский институт»; ред.-сост. В. А. Сидоренко. — Москва : НИЦ «Курчатовский ин-т», 2018. — 105 с. : ил., цв. ил.; 24 см; ISBN 978-5-00004-032-4 : 800 экз.
- Юрий Васильевич Сивинцев / ред.-сост.: В. А. Сидоренко. — Москва : Курчатовский ин-т, 2020. — 307 с. : ил., портр., факс.; 21 см. — (Выдающиеся учёные Курчатовского института).; ISBN 978-5-00004-040-9 : 400 экз.